# کاج طلایی

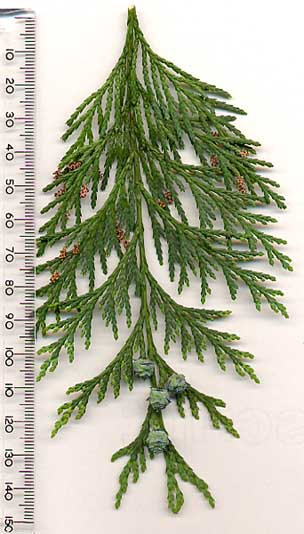

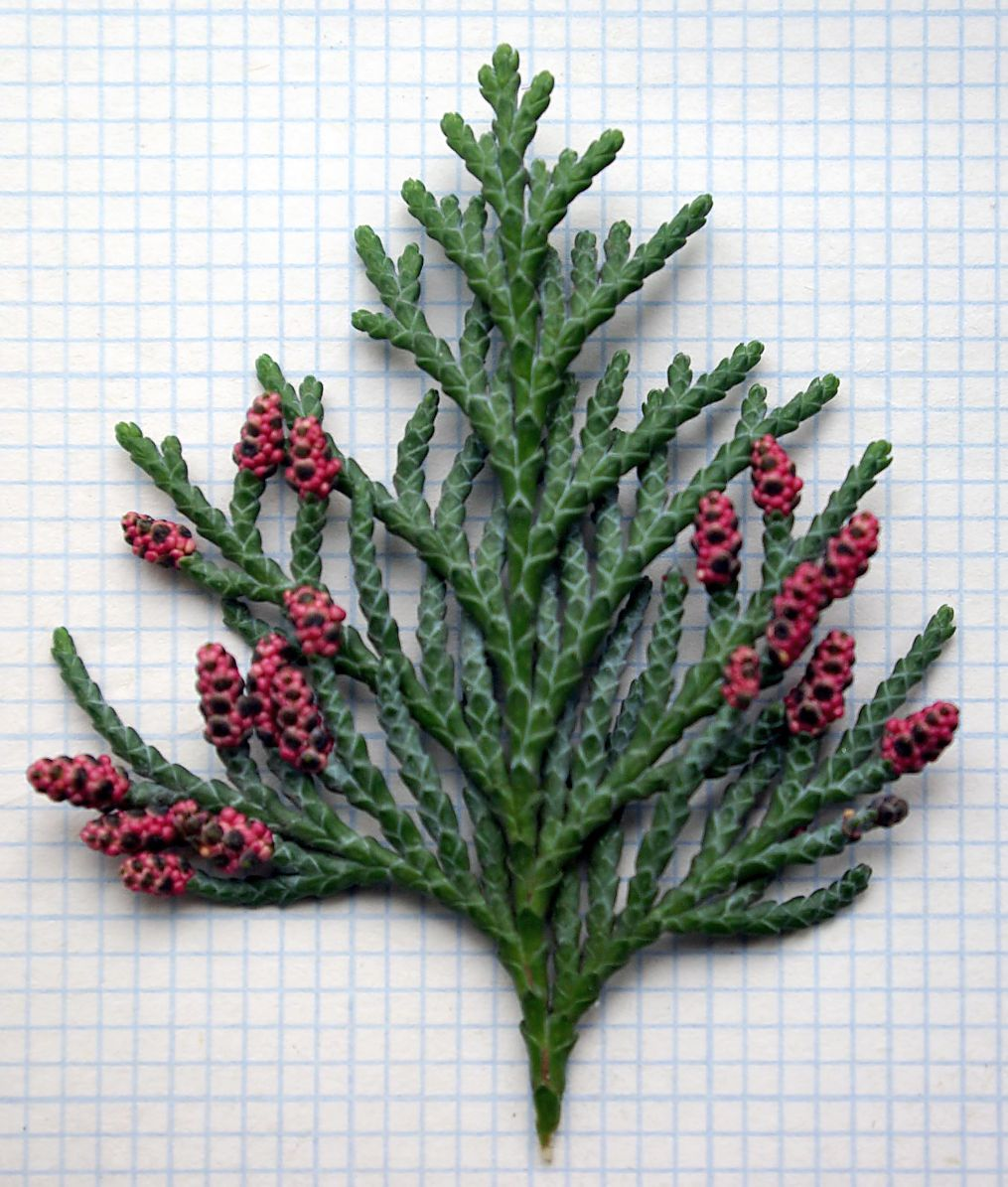

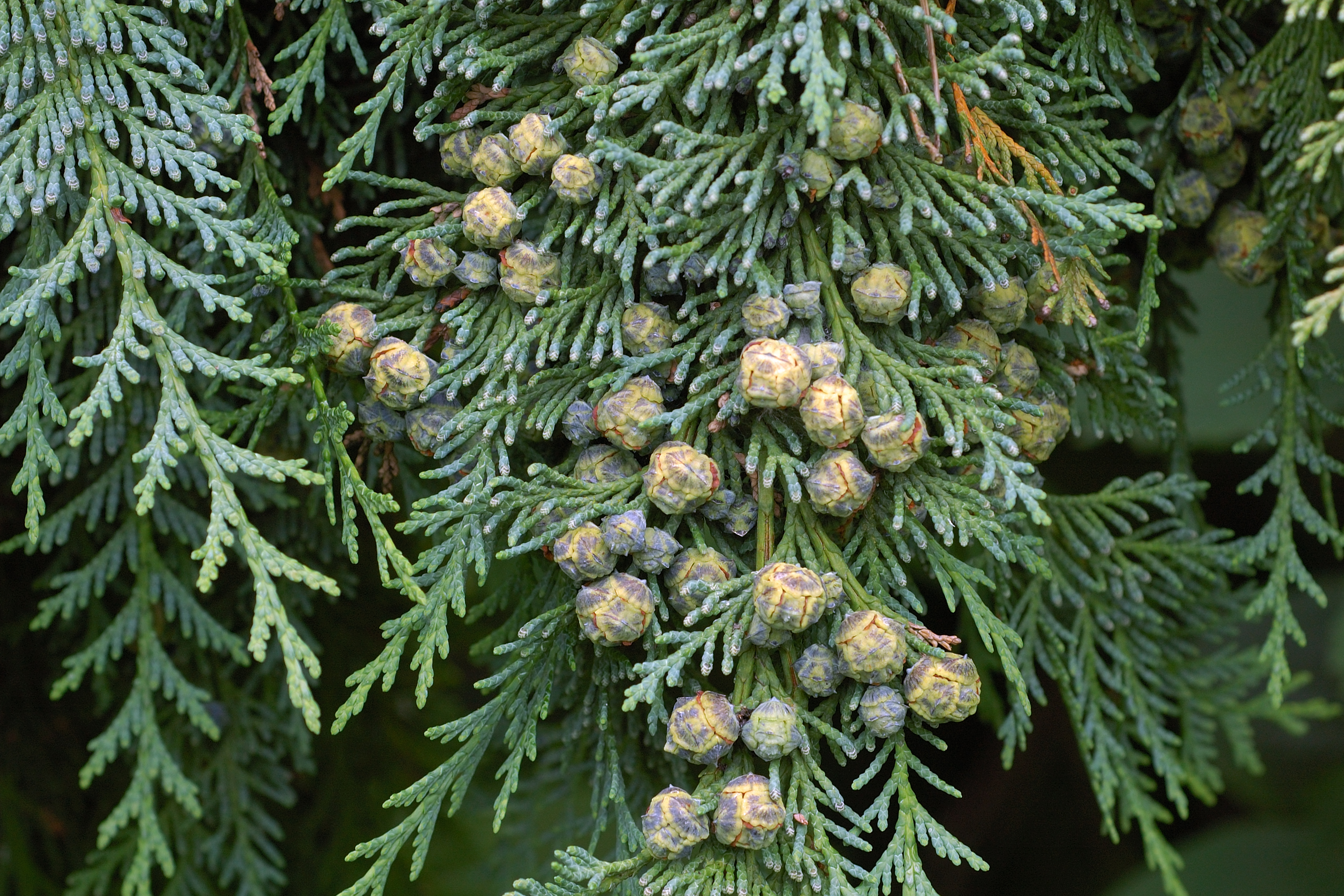

کاج طلایی یا زرین کاج (نام علمی: Chamaecyparis lawsoniana) نام یک گونه از تیره سرویان است.